# Бруно Дурдов
Бру́но Ду́рдов (хорв. Bruno Durdov; нар. 11 грудня 2007) — хорватський футболіст, вінгер клубу «Хайдук».

## Клубна кар'єра
Почав займатися футболом в системі клубу ГОШК, звідки 2015 року перейшов до академії сплітського «Хайдука». Восени 2023 року підписав свій перший молодіжний контракт з клубом до 2026 року. 5 травня 2024 року дебютував в основному складі «Хайдука» у віці 16 років у матчі Хорватської футбольної ліги проти «Вараждина», вийшовши на заміну Яссіну Бенрау.
25 липня 2024 року в поєдинку кваліфікації Ліги конференцій УЄФА проти фарерського клубу «ГБ Торсгавн» дебютував у єврокубках. 21 вересня 2024 року в матчі чемпіонату проти «Гориці» забив свої перші голи у професіональній кар'єрі, оформивши дубль. Таким чином у віці 16 років, 9 місяців і 10 днів став наймолодшим бомбардиром в історії клубу в чемпіонаті Хорватії, перевершивши рекорд Николи Влашича (17 років і 29 днів), що тримався з 2014 року. Окрім цього став наймолодшим автором дубля в чемпіонаті Хорватії.
15 жовтня 2024 року англійська газета The Guardian назвала його одним з 60-ти найкращих футболістів світу 2007 року народження. 6 листопада 2024 року продовжив контракт з «Хайдуком» до середини 2027 року.
7 серпня 2025 року в матчі кваліфікації Ліги конференцій проти албанського «Динамо Сіті» забив свій перший гол у єврокубках.

## Кар'єра в збірній
Виступав за збірні Хорватії до 17, до 18 і до 19 років. В травні 2024 року потрапив в заявку збірної до 17 років на юнацький чемпіонат Європи, що проходив на Кіпрі. Провів на турнірі 3 поєдинки, відзначившись голом проти збірної Уельсу, а його команда не вийшла з групи, посівши 3-тє місце.

## Особисте життя
Син колишнього футболіста Мате Дурдова, відомого виступами за «Ядран» та «Солін».

## Статистика виступів
Станом на 17 серпня 2025 
| Клуб              | Сезон             | Чемпіонат         | Чемпіонат | Чемпіонат | Кубок | Кубок | Єврокубки | Єврокубки | Інші  | Інші | Всього | Всього |
| Клуб              | Сезон             | Дивізіон          | Матчі     | Голи      | Матчі | Голи  | Матчі     | Голи      | Матчі | Голи | Матчі  | Голи   |
| ----------------- | ----------------- | ----------------- | --------- | --------- | ----- | ----- | --------- | --------- | ----- | ---- | ------ | ------ |
| Хайдук            | 2023–24           | ХФЛ               | 2         | 0         | 0     | 0     | 0         | 0         | 0     | 0    | 2      | 0      |
| Хайдук            | 2024–25           | ХФЛ               | 21        | 3         | 1     | 0     | 4         | 0         | 0     | 0    | 26     | 3      |
| Хайдук            | 2025–26           | ХФЛ               | 2         | 0         | 0     | 0     | 3         | 1         | 0     | 0    | 5      | 1      |
| Всього за кар'єру | Всього за кар'єру | Всього за кар'єру | 25        | 3         | 1     | 0     | 7         | 1         | 0     | 0    | 33     | 4      |

1. 1 2  Матчі в Лізі конференцій УЄФА